# Bad Candy
Bad Candy (dt. Schlechte Süßigkeiten) war eine niederländische Pop-Band. Bekannt sind sie durch ihre TV-Show Bad Candy was here und ihre ersten Single Girls just wanna have fun.

## Bandgeschichte

### Entstehung
Die Band bestand zuerst aus fünf Mitgliedern: Stefanie Salmon (Schlagzeug), Janneke Nijhuijs (Bass/Background), Chantal van Brummelen (Gitarre/Background), Else Merit Schreuer (Gesang) und Raven van Dorst (Gitarre). Da Ryanne und Else Merit wegen des ganzen Stresses rund um die Band nicht mehr bei Bad Candy mitmachen wollten, beschlossen Chantal, Stefanie und Janneke weiterzumachen. Doch als die Band-Mitglieder Janneke und Chantal im Dezember 2004 in London beim Weihnachtsshopping waren, entdeckten sie die Sängerin Natalie James aus Glasgow in Schottland. Sie entschloss sich von Großbritannien in die Niederlande zu ziehen, um bei der Band mitzuwirken.

### Bad Candy was here
Bad Candy was here war eine Show, die ab dem 6. November 2005 auf dem Kindersender NICK in Deutschland zu sehen war. Sie ist zum Teil eine Reality- und zum Teil eine Schauspiel-Show. Mit der Serie können Bad Candy-Fans die Bandmitglieder auf dem Weg zum Ruhm begleiten. Vor allem durch diese Show sind Bad Candy in Deutschland bekannt geworden.

### Auflösung
Am 23. September 2006 gaben Bad Candy bekannt, dass sie sich nach langen Überlegungen dazu entschieden haben, sich zu trennen. Die Gründe dafür sind unter anderem, dass Natalie James (Sängerin), sowie auch die Gitarristin Chantal van Brummelen ihre Solokarriere fortsetzen bzw. beginnen wollen.

## Bandmitglieder
- Natalie Estelle James (* 17. Juli 1983 in Glasgow, Schottland) – Gesang
- Stefanie Salmon (* 20. Juli 1983 in IJsselstein, Niederlande) – Schlagzeug
- Janneke Nijhuijs (* 7. März 1984 in Den Haag, Niederlande) – Bass, Gesang
- Chantal van Brummeln (* 21. November 1983 in Arnheim, Niederlande) – Gitarre, Gesang